# Relámpago

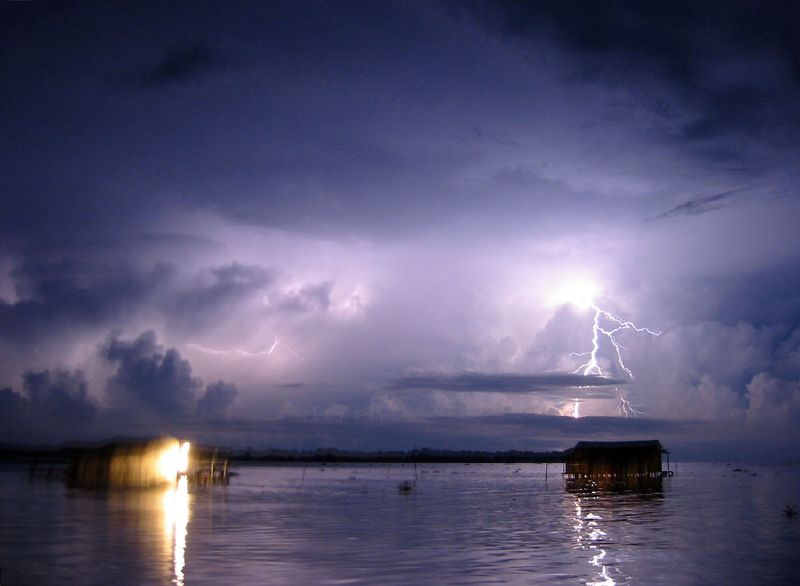
Relámpago del Catatumbo, Venezuela. Este fenómeno es capaz de producir 1 176 000 relámpagos por año produciendo el 10 % de la capa de ozono del planeta.

El cielo siendo iluminado por un rayo durante una tormenta eléctrica en el Noreste de México.

Un relámpago, refucilo o fucilazo es un resplandor muy vivo producido en las nubes por una descarga eléctrica.
Existen diferentes explicaciones alternativas de cómo se produce la luz del relámpago. La diferencia de voltaje se debe sobre todo a las diferentes velocidades de ionización de los componentes de los gases que forman dichas nubes. La ionización de estos componentes se debe en sí misma al efecto de la luz solar y a la diferencia de temperaturas entre los distintos estratos de la nube, así como a la diferencia de temperaturas entre día y noche.
A diferencia del rayo, el relámpago desciende de las nubes en forma ramificada y jamás llega a la tierra aunque el mismo siga, al igual que el rayo, lo que se llama gradiente de voltaje o de potencial eléctrico; esto es, la línea recta más corta que une dos variaciones máximas de voltaje, dándole al rayo esa forma tan peculiar.
El relámpago se produce así: Cuando llueve sobre la superficie terrestre, se produce evaporación natural (causada por el fenómeno de la convección), llevando hacia arriba gotas de agua, es decir, H2O. Mientras tanto, a una altura de 2,5 a 3 kilómetros donde la temperatura es de 15 a 20 grados Celsius bajo cero, se producen partículas de hielo que caen por gravedad y que chocan con las gotas de agua que suben por la evaporación. Estas fricciones y colisiones producen separación de cargas eléctricas (disociación), y se genera un campo eléctrico, es decir, fuerzas que se ejercen entre cargas, hasta que llega el momento en que se dan transferencias de cargas, comúnmente conocidas como relámpagos.

## Cálculo de la distancia  de caída
Existe un método elemental para determinar la distancia a la que cae un rayo a partir del relámpago y el trueno asociados al rayo. El método se basa en que la luz y el sonido se propagan a velocidades muy diferentes. Llamando a las tres incógnitas d a la distancia, tr al tiempo que tarda el relámpago en llegar hasta el observador y ts al tiempo que tarda el trueno en llegar hasta el observador, y midiendo el tiempo {\displaystyle \Delta t=t_{s}-t_{r}} se tiene:

{\displaystyle {\begin{cases}d=ct_{r}\\d=vt_{s}\\t_{s}-t_{r}=\Delta t\end{cases}}}

donde {\displaystyle c} es la velocidad de la luz y {\displaystyle v} la velocidad del sonido se tiene que resolviendo el sistema de ecuaciones anterior:

{\displaystyle d={\frac {v\Delta t}{1-v/c}}\approx v\Delta t\approx {\frac {1000}{3}}\Delta t}

Es decir, que midiendo el tiempo que pasa entre el relámpago y el trueno se puede estimar la distancia, cada 3 segundos de retraso significa 1 km de distancia.